# Zdzisław Stanecki
Zdzisław Stanecki (zm. 18 lutego 1931 we Lwowie)– polski wynalazca.
Był synem uczonego Tomasza Staneckiego. Ukończył studia na Wydziale Filozoficznym Uniwersytetu Lwowskiego, uzyskał tytuł doktora filozofii.  Odbywał studia uzupełniające w Brukseli. W latach 1887–1893 był asystentem katedry fizyki w Uniwersytecie Lwowskim, gdzie prowadził obserwacje  meteorologiczne oraz napisał rozprawę o ruchu magnesu. W roku szkolnym 1890/1891 wykładał fizykę, meteorologię i klimatologię w Krajowej Szkole Gospodarstwa Lasowego we Lwowie, W roku szkolnym 1890/1891 wykładał jako docent fizykę w CK Szkole Weterynaryjnej i był tam egzaminatorem. W latach 1892–1894 uczył w gimnazjum im. Jana Długosza we Lwowie. W 1983 został asystentem prof. Romana Dzieślewskiego na Politechnice we Lwowie. Po objęciu przez prof. Romana Dzieślewskiego  urzędu rektora Politechniki Lwowskiej w 1901 Zdzisław Stanecki odszedł z Politechniki. Od tego czasu pracował jako prywatny przedsiębiorca. W latach 1919–1931 ponownie powrócił do pracy w Politechnice Lwowskiej, jako asystent biblioteki. 
Opracował nowy system produkcji akumulatorów, który opatentował i na początku 1906 otworzył fabrykę przy ul. M. Kopernika we Lwowie.